# Фридрих фон Страсбург (Хоенцолерн)
Фридрих фон Хоенцолерн-Страсбург (на немски: Friedrich von Hohenzollern, „der Straßburger“, † сл. 9 март 1365) е граф на Хоенцолерн от 1344 до 1365 г., основател на линията Хоенцолерн-Страсбург.
Той е най-малкият син на граф Фридрих VIII фон Цолерн († 1333).
През 1333 г. Фридрих става домхер в Страсбург. През 1342 г. се отказва от духовничеството и пр. 1 февруари 1343 г. се жени за графиня Маргарета фон Хоенберг-Вилдберг († сл. 28 януари 1347), дъщеря на граф Буркхард VII/V фон Хоенберг-Вилдберг († ок. 1359). През 1344 г. той разделя страната с по-големия си брат Фридрих IX, наричан Черния граф или Стари.

## Деца
Той има с Маргарета фон Хоенберг-Вилдберг децата:
- Фридрих XI († 1401), граф на Хоенцолерн

∞ 1377 графиня Аделхайд фон Фюрстенберг († 1413)
- Маргарета († 1433)

∞ 1. Гебхард I фон Рехберг († 1395/1397)
∞ 2. 1398 Албрехт фон Абенсберг († 1407)
∞ 3. 1424 Вилхелм фон Пуехберг († 1426)
- Анна

∞ Албрехт III фон Рехберг († 24 март 1408)
- Фридрих Остертаг IV († 1399)
- Фридрих († 1408/10), домхер в Страсбург